# К-33
К-33 — советская атомная подводная лодка проекта 658, 658М, заводской № 902.

## История
Заложена 9 февраля 1959 года на стапеле цеха № 50 Северного машиностроительного предприятия. Спущена на воду 6 августа 1960 года. С 15 августа по 21 ноября 1960 года на лодке были проведены швартовные испытания оборудования и механизмов. Заводские ходовые испытания проводились в период с 22 по 27 ноября 1960 года. Государственные испытания проходили с 27 ноября по 24 декабря 1960 года. 24 декабря 1960 года Государственная комиссия подписала акт о завершении государственных испытаний ПЛАРБ «К-33».
Включена в состав Северного флота 6 июня 1961 года, зачислена в состав 31-й дивизии подводных лодок с местом базирования в Западной Лице. Первым командиром ПЛАРБ «К-33» был назначен капитан 2 ранга Юшков В. В.
В 1961 году лодка отрабатывала задачи боевой подготовки, совершив шесть выходов и пройдя 2235 морских миль в надводном положении и 9611 морских миль в подводном. В декабре 1961 года совершила подлёдный поход, выполнив всплытие во льдах севернее острова Новая Земля.
С 6 ноября 1962 года по 29 декабря 1964 года ПЛАРБ «К-33» проходила текущий ремонт на судоремонтном заводе«Звездочка». При прохождении ремонта лодка была модернизирована по проекту 658М. 11 апреля 1963 года на стоящей в ремонте субмарине произошёл пожар, возникший при проведении работ по демонтажу листов обшивки рубки и ракетных шахт. Пожар был ликвидирован подачей воды с ПЛА «К-3», ПЛАРБ «К-33», МБ «Руслан», при участии пожарной команды береговой базы.
По утверждению моряков финского грузового судна «Финнклиппер», 12 апреля 1963 года К-33 столкнулась с их судном на севере пролива Каттегат.
В феврале—марте 1965 года ПЛАРБ «К-33» вместе со всей дивизией была переведена в состав 12-й эскадры подводных лодок с местом базирования в Гаджиево. В том же 1965 году на лодке была обнаружена газовая неплотность ТВЭЛов, при устранении данной неисправности была произведена перезагрузка активных зон реакторов.
В сентябре 1967 года ПЛАРБ «К-33» первой произвела залп полным боекомплектом баллистических ракет Р-21.
В 1968 году на субмарине произошло раскрытие оболочек ТВЭЛов, что опять повлекло за собой перезагрузку активных зон реакторов.
В кампанию с 30 декабря 1964 года по 15 января 1969 годов ПЛАРБ «К-33» совершила один автономный поход на боевую службу продолжительностью 49 суток.
В период с 1 апреля 1969 года по 1 апреля 1971 года лодка прошла средний ремонт с перезарядкой активных зон реакторов.
В кампанию февраля 1969 года — января 1974 года ПЛАРБ «К-33» выполнила 3 автономных похода на боевую службу общей продолжительностью 150 суток.
В период с 7 мая по 17 июня 1976 года на лодке была произведена перезарядка активных зон реакторов.
25 июля 1977 года ПЛАРБ «К-33» был присвоен новый тактический номер «К-54».
С 9 марта 1978 года по 30 июня 1983 года ПЛАРБ «К-54» проходила средний ремонт на судоремонтном заводе № 35 в посёлке Роста Мурманской области. На лодке была произведена вторичная модернизация, ракетный комплекс был демонтирован.
В 1983 году ПЛАРБ «К-54» была переведена в состав 17-й дивизии 11-й флотилии подводных лодок с базированием в Гремихе.
В 1985 — 1986 годах ПЛАРБ находилась в боевом дежурстве и отрабатывала задачи боевой подготовки в море и на базе.
В 1987 году в связи с неудовлетворительным техническим состоянием ПЛАРБ «К-54» приказом командующего КСФ была переведена в резерв 2-й категории.
16 сентября 1987 года лодка была выведена из боевого состава ВМФ.
Всего с момента спуска на воду ПЛАРБ «К-33»(«К-54») прошла 131918 морских миль за 19349 ходовых часов.
С 1988 года по 2003 год лодка находилась в пункте временного хранения на плаву. В июле 2003 года ПЛАРБ «К-54» была оттранспортирована для дальнейшей утилизации на судоремонтный завод «Нерпа», расположенный в городе Снежногорск Мурманской области.

## Командиры
- Юшков В. В. (1959—1961)
- Пушкин А. С. (1961—1962)
- Матушкин Л. А. (06.1963-09.1965)
- Коробов В. К. (1965—1968)
- Лебедько В. Г. (1968—1970)
- Зембовский Е. И. (1970—1973)
- Веселов Е. П. (1973—1983)
- Голубев В. А. (1983—1985)
- Свириденко М. И. (1985—1988)
- Вырмаскин (1988—199?)
- Палюк А. И. (2000-11.2003)